# Skjöld

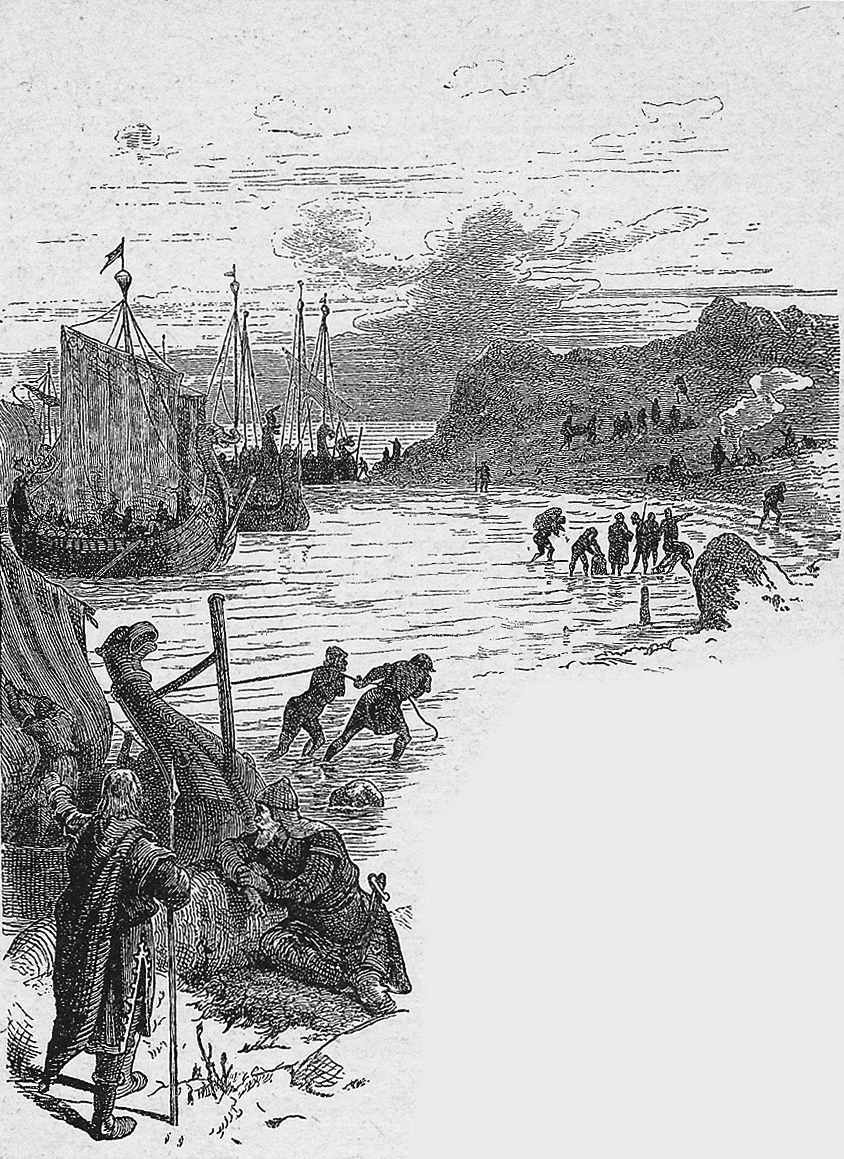
Landung der Flotte Skjölds in Jütland (von F. W. Heine)

Skjöld (im Beowulf Scyld) ist in der nordisch- / germanischen Mythologie ein Sohn von Odin und der Gatte von Gefjon. Er soll im 3. Jahrhundert unserer Zeitrechnung geherrscht haben und gilt als der erste dänische König und Stammvater der Dänen bzw. als Stammvater der dänischen Skioldinger-Könige.